# Ryan Strome
Ryan Edward Gaston Strome (né le 11 juillet 1993 à Mississauga, dans la province de l'Ontario au Canada) est un joueur professionnel canadien de hockey sur glace. 
Son frère Dylan Strome est également joueur professionnel de hockey et son plus jeune frère Matthew Strome est repêché par les Flyers de Philadelphie en 2017.

## Biographie

### Carrière junior
Il débute chez les Colts de Barrie en 2009-2010, mais passe rapidement aux mains des IceDogs de Niagara où il termine cette première saison dans la Ligue de hockey de l'Ontario. Il connaît une excellente deuxième saison où il récolte 106 points et est nommé dans la deuxième équipe d'étoiles de la ligue. 

### Carrièere professionnelle
Il est par la suite repêché par les Islanders de New York au cinquième rang lors du repêchage d'entrée dans la LNH 2011. Il joue deux autres saisons avec les IceDogs avant de faire ses débuts professionnels dans la Ligue américaine de hockey avec les Sound Tigers de Bridgeport vers la fin de la saison 2012-2013. 
La saison suivante, il est rappelé par les Islanders durant la saison et fait ses débuts dans la LNH avec l'équipe le 14 décembre 2013 contre les Canadiens de Montréal. À son onzième match dans la ligue, le 6 janvier, il marque son premier but face aux Stars de Dallas. Il joue un total de 37 parties avec les Islanders durant la saison et réalise 18 points, dont 7 buts. 
Il entame sa première saison comme joueur régulier avec l'équipe lors de la saison 2014-2015, jouant 81 parties et récoltant 50 points.
Son passage avec les Islanders dure quatre saisons, puisqu'il est échangé le 22 juin 2017 aux Oilers d'Edmonton contre Jordan Eberle.
Le 16 novembre 2018, il est cédé aux Rangers de New York en retour de l'attaquant Ryan Spooner.
Après 4 saisons passés avec l'organisation des Rangers, il signe en tant qu'agent libre un contrat de 5 ans d'une valeur de 25 millions de dollars avec les Ducks d'Anaheim.

## Statistiques

### En club
| Saison     | Équipe                        | Ligue      |     | Saison régulière | Saison régulière | Saison régulière | Saison régulière | Saison régulière |   | Séries éliminatoires | Séries éliminatoires | Séries éliminatoires | Séries éliminatoires | Séries éliminatoires |
| Saison     | Équipe                        | Ligue      | PJ  | B                | A                | Pts              | Pun              | PJ               | B | A                    | Pts                  | Pun                  |                      |                      |
| 2008-2009  | Marlies Midget AAA de Toronto | GTHL       | 76  | 41               | 63               | 104              | -                | -                | - | -                    | -                    | -                    |                      |                      |
| 2009-2010  | Colts de Barrie               | LHO        | 34  | 5                | 9                | 14               | 35               | -                | - | -                    | -                    | -                    |                      |                      |
| 2009-2010  | IceDogs de Niagara            | LHO        | 27  | 3                | 10               | 13               | 26               | 5                | 0 | 3                    | 3                    | 0                    |                      |                      |
| 2010-2011  | IceDogs de Niagara            | LHO        | 65  | 33               | 73               | 106              | 82               | 14               | 6 | 6                    | 12                   | 19                   |                      |                      |
| 2011-2012  | IceDogs de Niagara            | LHO        | 45  | 30               | 38               | 68               | 47               | 19               | 7 | 16                   | 23                   | 31                   |                      |                      |
| 2012-2013  | IceDogs de Niagara            | LHO        | 53  | 34               | 60               | 94               | 59               | 5                | 2 | 1                    | 3                    | 8                    |                      |                      |
| 2012-2013  | Sound Tigers de Bridgeport    | LAH        | 10  | 2                | 5                | 7                | 4                | -                | - | -                    | -                    | -                    |                      |                      |
| 2013-2014  | Sound Tigers de Bridgeport    | LAH        | 37  | 13               | 36               | 49               | 41               | -                | - | -                    | -                    | -                    |                      |                      |
| 2013-2014  | Islanders de New York         | LNH        | 37  | 7                | 11               | 18               | 8                | -                | - | -                    | -                    | -                    |                      |                      |
| 2014-2015  | Islanders de New York         | LNH        | 81  | 17               | 33               | 50               | 47               | 7                | 2 | 2                    | 4                    | 2                    |                      |                      |
| 2015-2016  | Islanders de New York         | LNH        | 71  | 8                | 20               | 28               | 28               | 8                | 1 | 3                    | 4                    | 2                    |                      |                      |
| 2015-2016  | Sound Tigers de Bridgeport    | LAH        | 8   | 2                | 2                | 4                | 10               | -                | - | -                    | -                    | -                    |                      |                      |
| 2016-2017  | Islanders de New York         | LNH        | 69  | 13               | 17               | 30               | 40               | -                | - | -                    | -                    | -                    |                      |                      |
| 2017-2018  | Oilers d'Edmonton             | LNH        | 82  | 13               | 21               | 34               | 33               | -                | - | -                    | -                    | -                    |                      |                      |
| 2018-2019  | Oilers d'Edmonton             | LNH        | 18  | 1                | 1                | 2                | 14               | -                | - | -                    | -                    | -                    |                      |                      |
| 2018-2019  | Rangers de New York           | LNH        | 63  | 18               | 15               | 33               | 50               | -                | - | -                    | -                    | -                    |                      |                      |
| 2019-2020  | Rangers de New York           | LNH        | 70  | 18               | 41               | 59               | 48               | 3                | 0 | 2                    | 2                    | 7                    |                      |                      |
| 2020-2021  | Rangers de New York           | LNH        | 56  | 14               | 35               | 49               | 39               | -                | - | -                    | -                    | -                    |                      |                      |
| 2021-2022  | Rangers de New York           | LNH        | 74  | 21               | 33               | 54               | 69               | 19               | 2 | 7                    | 9                    | 10                   |                      |                      |
| 2022-2023  | Ducks d'Anaheim               | LNH        | 82  | 15               | 26               | 41               | 79               | -                | - | -                    | -                    | -                    |                      |                      |
| Totaux LNH | Totaux LNH                    | Totaux LNH | 703 | 145              | 253              | 398              | 455              | 37               | 5 | 14                   | 19                   | 21                   |                      |                      |

### En équipe nationale
| Année | Compétition                 |   | PJ | B | A | Pts | Pun | +/-                |  | Résultats |
| 2012  | Championnat du monde junior | 6 | 3  | 6 | 9 | 8   | +9  | Médaille de bronze |  |           |
| 2013  | Championnat du monde junior | 6 | 4  | 2 | 6 | 10  | +2  | 4e place           |  |           |

## Trophées et honneurs personnels

### Ligue de hockey de l'Ontario
- 2010-2011 : nommé dans la 2e équipe d'étoiles de la Ligue de hockey de l'Ontario

### Ligue américaine de hockey
- 2013-2014 : sélectionné dans l'équipe d'étoiles recrues